# Camino (Kalifornia)
Camino statisztikai település az USA Kalifornia államában, El Dorado megyében. Lakosainak száma 1871 fő (2020. április 1.).

## Népesség
A település népességének változása:

| 2010 | 1 750 |
| 2020 | 1 871 |